# قلعه‌مور
قلعه‌مور (به لاتین: Galaýmor) یک منطقهٔ مسکونی در ترکمنستان است که در استان مرو واقع شده‌است. قلعه‌مور ۲٬۶۷۵ نفر جمعیت دارد و ۴۰۱ متر بالاتر از سطح دریا واقع شده‌است.